# Welsh Cup 2019-2020
La Coppa del Galles 2019-2020 è stata la 133ª edizione della manifestazione calcistica, iniziata il 31 agosto 2019 e conclusa senza la disputa di semifinali e finale, a causa del perdurare dell'emergenza dovuta alla pandemia di COVID-19. Il The New Saints era la squadra campione in carica.

## Primo turno
| Squadra 1                  | Risultato       | Squadra 2           |
| -------------------------- | --------------- | ------------------- |
| 18 ottobre 2019            |                 |                     |
| Cambrian & Clydach         | 7 – 3           | Ynyshir Albions     |
| 19 ottobre 2019            |                 |                     |
| Aberbargoed Buds           | 3 – 1           | Aberaeron           |
| Abertillery Bluebirds      | 3 – 1           | Penparcau           |
| Afan Lido                  | 3 – 1           | Monmouth Town       |
| Ammanford                  | 4 – 1           | Cardiff Draconians  |
| Bangor 1876                | 3 – 3 (3-2 dtr) | Penycae             |
| Blaenau Ffestiniog Amteurs | 0 – 2           | Buckley Town        |
| Briton Ferry               | 2 – 2 (3-4 dtr) | Undy Athletic       |
| Builth Wells               | 2 – 3           | Ton Pentre          |
| Cefn Cribwr                | 2 – 1 (dts)     | Tredegar Town       |
| Chepstow Town              | 3 – 1           | Taff's Well         |
| Chirk A.A.A.               | 0 – 3           | Llannefydd          |
| Coedpoeth Utd              | 0 – 5           | Gresford Athletic   |
| Conwy Borough              | 1 – 2           | Ruthin Town         |
| Corwen                     | 2 – 3           | Colwyn Bay          |
| Croesyceiliog              | 2 – 1           | Abergavenny Town    |
| Cwmaman Institute          | 2 – 6           | STM Sports          |
| Cwmbran Celtic             | 2 – 3 (dts)     | Pontardawe Town     |
| Flint Town Utd             | 9 – 0           | Four Crosses        |
| Garden Village             | 1 – 3           | Goytre Utd          |
| Greenfield                 | 3 – 1           | Caersws             |
| Guilsfield                 | 2 – 1           | Brymbo              |
| Haverfordwest County       | 5 – 3           | Penlan Club         |
| Holyhead Hotspur           | 4 – 2           | Montgomery Town     |
| Holywell Town              | 2 – 3           | Llandudno           |
| Llanrhaeadr                | 1 – 4           | Prestatyn Town      |
| Llantwit Major             | 0 – 1           | Llandrindod Wells   |
| Nantlle Vale               | 2 – 0           | Rhydymwyn           |
| Nefyn United               | 0 – 2           | Bangor City         |
| Penrhyncoch                | 2 – 1 (dts)     | Cardiff Corinthians |
| Pontypridd                 | 3 – 1           | Caerau (Ely)        |
| Prestatyn Sports           | 2 – 3           | Queens Park         |
| Rhyl                       | 2 – 0           | Llangefni Town      |
| Swansea University         | 4 – 1           | Caerleon            |
| Trefelin                   | 2 – 2 (3-4 dtr) | Llanidloes Town     |
| Waterloo Rovers            | 1 – 8           | Mold Alexandra      |
| 23 ottobre 2019            |                 |                     |
| Llanelli Town              | 2 – 1           | Cwmamman Utd        |
| 29 ottobre 2019            |                 |                     |
| Porthmadog                 | 7 – 0           | Llanberis           |
| 2 novembre 2019            |                 |                     |
| Aberffraw                  | 0 – 1           | Llanrug United      |
| Llanfair United            | 5 – 3           | Mynydd Isa          |

## Secondo turno
| Squadra 1             | Risultato | Squadra 2          |
| --------------------- | --------- | ------------------ |
| 9 novembre 2019       |           |                    |
| Abertillery Bluebirds | 4 – 3     | Llanidloes Town    |
| Greenfield            | 1 – 3     | Flint Town Utd     |
| Llannefydd            | 1 – 5     | Guilsfield         |
| Mold Alexandra        | 8 – 1     | Llanrug United     |
| Nantlle Vale          | 0 – 1     | Colwyn Bay         |
| Afan Lido             | 2 – 1     | Aberbargoed Buds   |
| Ammanford             | 3 – 1     | Ton Pentre         |
| Bangor 1876           | 0 – 2     | Ruthin Town        |
| Bangor City           | 0 – 3     | Prestatyn Town     |
| Goytre Utd            | 6 – 4     | Cefn Cribwr        |
| Haverfordwest County  | 1 – 2     | Cambrian & Clydach |
| Holyhead Hotspur      | 0 – 3     | Buckley Town       |
| Llandudno             | 4 – 1     | Llanfair United    |
| Llanelli Town         | 0 – 1     | Penrhyncoch        |
| Pontypridd            | 1 – 0     | Llandrindod Wells  |
| Porthmadog            | 4 – 1     | Gresford Athletic  |
| Rhyl                  | 3 – 0     | Queens Park        |
| Undy Athletic         | 5 – 6     | Swansea University |
| 16 novembre 2019      |           |                    |
| Chepstow Town         | 0 – 5     | STM Sports         |
| Pontardawe Town       | 6 – 1     | Croesyceiliog      |

## Terzo turno
| Squadra 1                       | Risultato   | Squadra 2           |
| ------------------------------- | ----------- | ------------------- |
| 6 dicembre 2019                 |             |                     |
| Colwyn Bay                      | 1 – 0 (dts) | Airbus UK Broughton |
| Carmarthen Town                 | 0 – 4       | Ammanford           |
| 7 dicembre 2019                 |             |                     |
| Pontardawe Town                 | 3 – 1       | Buckley Town        |
| Abertillery Bluebirds           | 0 – 3       | Connah's Q.N.       |
| Aberystwyth Town                | 2 – 1       | Ruthin Town         |
| Afan Lido                       | 5 – 1       | Llandudno           |
| Barry Town                      | 0 – 1       | Newtown             |
| Cardiff Metropolitan University | 1 – 0       | Pontypridd          |
| Cefn Druids                     | 2 – 0       | Guilsfield          |
| Flint Town Utd                  | 2 – 0       | Bala Town           |
| Goytre Utd                      | 0 – 4       | Caernarfon Town     |
| Penrhyncoch                     | 1 – 2       | Prestatyn Town      |
| Rhyl                            | 2 – 0       | STM Sports          |
| Swansea University              | 3 – 0       | Cambrian & Clydach  |
| The New Saints                  | 9 – 0       | Mold Alexandra      |
| 14 dicembre 2019                |             |                     |
| Penybont                        | 6 – 1       | Porthmadog          |

## Quarto turno
| Squadra 1          | Risultato | Squadra 2                       |
| ------------------ | --------- | ------------------------------- |
| 24 gennaio 2020    |           |                                 |
| Flint Town Utd     | 3 – 2     | Colwyn Bay                      |
| Penybont           | 1 – 2     | Cardiff Metropolitan University |
| Ammanford          | 0 – 4     | Caernarfon Town                 |
| 25 gennaio 2020    |           |                                 |
| Connah's Q.N.      | 8 – 0     | Afan Lido                       |
| Cefn Druids        | 2 – 0     | Pontardawe Town                 |
| Newtown            | 4 – 1     | Rhyl                            |
| Swansea University | 0 – 1     | Prestatyn Town                  |
| The New Saints     | 4 – 0     | Aberystwyth Town                |

## Quarti di finale
| Squadra 1        | Risultato | Squadra 2                       |
| ---------------- | --------- | ------------------------------- |
| 28 febbraio 2020 |           |                                 |
| Caernarfon Town  | 4 – 0     | Cefn Druids                     |
| 29 febbraio 2020 |           |                                 |
| Connah's Q.N.    | 1 – 2     | Cardiff Metropolitan University |
| The New Saints   | 6 – 1     | Newtown                         |
| 3 marzo 2020     |           |                                 |
| Flint Town Utd   | 0 – 1     | Prestatyn Town                  |

## Semifinali
| Squadra 1       | Risultato | Squadra 2                       |
| --------------- | --------- | ------------------------------- |
| Non disputate   |           |                                 |
| Caernarfon Town | –         | Cardiff Metropolitan University |
| Prestatyn Town  | –         | The New Saints                  |

## Finale
Finale non disputata a causa della pandemia di COVID-19.